# Andrea della Robbia

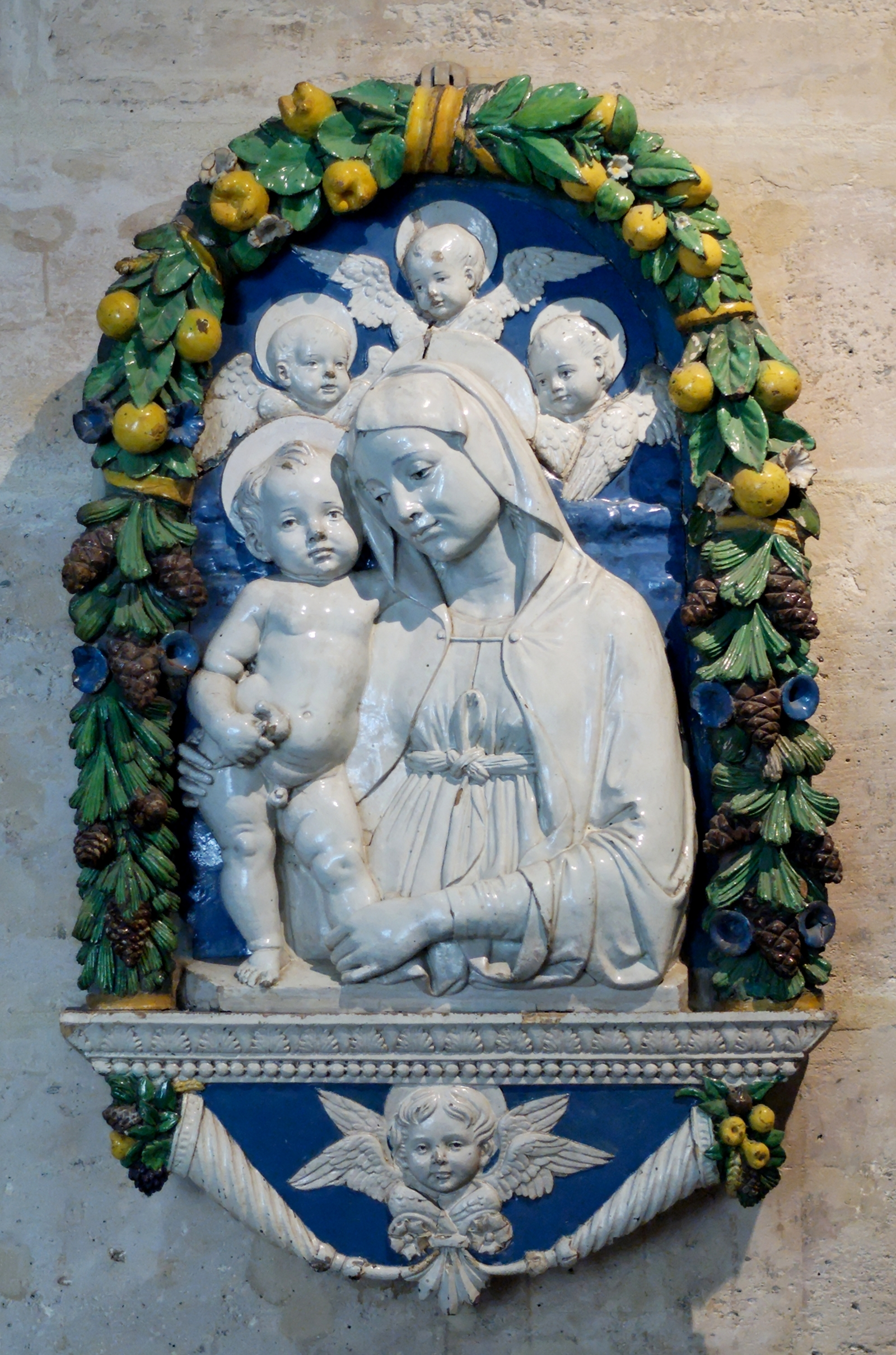
Andrea della Robbia: Madona s dítětem a třemi cherubíny, glazovaná terakota; Louvre Paříž

Andrea della Robbia (28. října 1435 Florencie – 4. srpna 1525 Florencie) byl florentský sochař toskánské renesance, autor především pestrobarevných reliéfů z glazované keramiky.

## Život
Narodil se ve Florencii jako čtvrté dítě Marka di Simone (+1443) a jeho ženy Antonie (*1413-14, + květen 1444). Po brzké smrti obou rodičů se přestěhoval ke svým příbuzným, do umělecké rodiny della Robbia a vyučil se v dílně svého strýce, slavného zakladatele keramické dílny Lucy della Robbia. Kolem roku 1470 se plně osamostatnil a strýcovu dílnu převzal a vedl spolu se svým bratrancem Giovannim.

## Dílo
Tvořil především figurální kompozice v keramických reliéfech velkých rozměrů. Po svém strýci převzal a v barevné škále tří až čtyř barev zdokonalil techniku lesklé neprůsvitné barevné glazury. Zpravidla glazoval tváře a nahé části lidských těl zářivě bílou barvou a pozadí světle modrou barvou. Detaily oděvu a pozadí doplňoval barvami žlutou a zelenou, méně červenou či hnědou. Figurální scénu Andrea vymodeloval z červené hlíny (terakoty) jako dutý korpus, rozřezal na díly, glazoval, vypálil v peci a spojoval.
Nejrozměrnější reliéfy dosahují výšky a šířky až 3,5 metru a sloužily jako oltářní retábly (například skupina Ukřižování na oltáři v La Verně).
K nejznámějším pracím patří tonda s reliéfy nemluvňat v zavinovačce na fasádě florentského nalezince, dvojice reliéfů Zvěstování a Setkání sv. Františka se sv. Dominikem v lodžii chrámu sv. Pavla ve Florencii. Dále vynikají monumentální scény Vzkříšení Krista v bazilice sv. Bernardina ze Sieny v L'Aquile, Madonna della Quercia ve Viterbu nebo mramorový mariánský oltář v Santa Maria delle Grazie v Arezzu.
Jinou skupinou zakázek byly aditivně řazené obkladové desky s reliéfními ornamenty, které sloužil jako dekorace chrámových interiérů, nejčastěji kleneb a pilířů, jaké se dochovaly například v dómu v Pistoii.
Na menších formátech děl byla často námětem madona s dítětem, obklopená stojícími světci, anděly či pouze okřídlenými andílčími hlavičkami. Mariánské reliéfy jsou zpravidla tvořeny polofigurou madony s Ježíškem, vloženou vždy do rámu bohatě profilovaného pilastry či ovocnými a květinovými festony a girlandami. Tato díla měla buď tvar architektonické niky, segmentem zaklenutého okna, nebo tvar lunetový či kruhový, tzv. tondo. Sloužila často jako dekorace na vnější fasádě kostela, paláce, či jako domovní znamení, například na nároží patricijských domů v Toskánsku a Umbrii. Zhotovovala se sériově, v manufaktuře della Robbiů pracovali také provádějící dělníci. Malé madony s andílky se vyznačují sladkým sentimentálním výrazem tváří. Často byly vzorem napodobitelů v období novorenesance v poslední třetině 19. století.
Andreovy práce stejně jako kolektivní dílenské reliéfy jsou zastoupeny více než stovkou exemplářů, především ve florentských chrámech a na domech, dále v mnoha světových muzeích a galeriích (například Galleria degli Uffizi či muzeum Bargello ve Florencii, Victoria and Albert Museum v Londýně, Metropolitní muzeum umění v New Yorku, ale také v Národní galerii v Praze (na podestě schodiště ve Šternberském paláci).
Styl, ikonografie a barevnost těchto renesančních reliéfů jsou typické pro Florencii, srovnatelné práce tvořili Giovanni Bernardo a jeho syn Benedetto Buglioni.